# 亚尼夫卡
亚尼夫卡（烏克蘭語：Янівка），2024年9月前称为五一村（Первомайське），是烏克蘭東北部蘇梅州紹斯特卡區贝雷扎市镇的村落。距離赫盧希夫23公里，海拔高度178米，2001年該村落人口635。
2024年9月19日，乌克兰最高拉达将该村的名字改为“亚尼夫卡”。